# 百利達集團
百利達集團控股有限公司（英語：Palinda Group Holdings Limited，港交所：08179），是一家主要從事葡萄酒業務的投資控股公司。
公司在2006年由季炳雄先生和劉蘭英女士創立，原名新煮意控股和喜尚控股，旗下包括著名品牌「季季紅風味酒家」、「紅爵御宴」，發記甜品49%以及「喜尚嘉喜宴會廳」「家常便飯」等廉價菜式產類。
其股份自2011年7月8日於港交所創業板上市，發行價1港元，配售股份8000萬股。總部則位於元朗區，至於董事局常務董事則只有2人，也就是創辦人，其他則為獨立非常務董事的。
2012年1月，喜尚控股公佈計劃向大股東黃君武提供990萬元私人貸款以開拓日式拉麵業務。喜尚控股表示待拉麵業務成熟後，可向大股東回購業務。2013年12月，喜尚控股公布，控股股東提早償還發展拉麵店新業務的990萬元貸款，而開設拉麵店的計劃亦終止。
2014年11月3日新煮意控股有限公司收購廣州多美麗飲食管理有限公司51%股權，多美麗擁有12間直營店及145間特許經營店。
2014年，喜尚控股收購了燒味業務，為惠康供應燒味產品。同年年尾，喜尚控股亦收購了發記甜品。
2015年6月29日，公司名稱（由「Gayety Holdings Limited 喜尚控股有限公司」改為「Food Idea Holdings Limited 新煮意控股有限公司」）
2016年3月，新煮意控股以4900萬港元向公司主席黃君武及公司行政總裁劉蘭英出售GR Holdings Limited。GR Holdings Limited主要在香港以三個品牌營運中式酒樓，共有9間分店，包括季季紅風味酒家、喜尚嘉喜宴會廳及紅爵御宴。

## 外部連結
- 新煮意控股 （页面存档备份，存于）